# DDR - middelstand og socialisme
DDR - middelstand og socialisme er en dansk dokumentarfilm fra 1971 med instruktion og manuskript af Tørk Haxthausen.

## Handling
Walter Riedel er ejer af en fabrik i Dresden og desuden medlem af DDR's parlament, Volkskammer, valgt af den Kristelig-Demokratiske Union. Filmen skildrer det tilsyneladende paradoksale ved hans tilværelse som "kapitalist i en socialistisk stat".